# Cyclone (singolo Baby Bash)
Cyclone è un singolo del rapper statunitense Baby Bash, pubblicato il 28 settembre 2007 come primo estratto dall'album omonimo.
Il brano, prodotto da Lil' Jon, ha visto la collaborazione del cantante R&B francese Mickaël e del rapper statunitense T-Pain, nel cui album Ronnie Ray All Day è inserito il brano.
Ha raggiunto la posizione n.15 della top 100 dei singoli in iTunes MS e la n.17 della Billboard Hot 100.

## Video musicale
Il videoclip è stato pubblicato il 6 agosto 2007.

## Posizioni in classifica
| Classifica               | Posizione massima |
| ------------------------ | ----------------- |
| iTunes Music Store       | 15                |
| Billboard Hot 100        | 17                |
| Billboard Hot Rap Tracks | 7                 |
| Billboard Rhytmic Top 40 | 7                 |